# 1760 в Україні

## Особи

### Народились
- Вінсент Аксамитовський (1760—1828) — польський бригадний генерал.
- Андрієвський Степан Семенович (1760—1818) — лікар, вчений, державний діяч. Вперше в Російській імперії описав інфекційну хворобу сибірку, ввів термін «сибірська виразка».
- Мартос Іван Романович (1760—1831) — діяч масонського руху, вихованець Київської Академії, кабінет-секретар Кирила Розумовського.
- Чепа Андріян Іванович (1760—1822) — канцелярист Малоросійської колегії. Історіограф, колекціонер документів з історії Гетьманщини, фольклорист.

### Померли
- Баал Шем Тов (1698—1760) — єврейський цадик; засновник хасидського руху, однієї з найвпливовіших течій у сучасному юдаїзмі.
- Міхал Францішек Потоцький — польський шляхтич гербу Пилява, військовик, державний діяч, меценат.
- Станіслав Потоцький (київський воєвода) (1698—1760) — військовий і політичний діяч Речі Посполитої, меценат, архітектор.
- Ханенко Микола Данилович (1693—1760) — генеральний хорунжий в 1741—1760 роках, дипломат, мемуарист.
- Чуйкевич Федір Олександрович — правник Гетьманщини, автор збірника «Суд і Розправа».

## Засновані, зведені
- Костел Архангела Михаїла (Тиврів)
- Троїцька церква (Бушеве)
- Церква святителя Миколая Чудотворця (Великі Дедеркали)
- Церква Святого Миколая (Сливки)
- Палац Любомирських (Львів)
- Раївський парк
- Білий Колодязь
- Велика Комишуваха
- Воскодавинці (Козятинський район)
- Корбині Івани
- Корделівка
- Лисича Балка
- Плоске (Знам'янський район)
- Прушинка
- Шамівка